# Ландшафтна карта

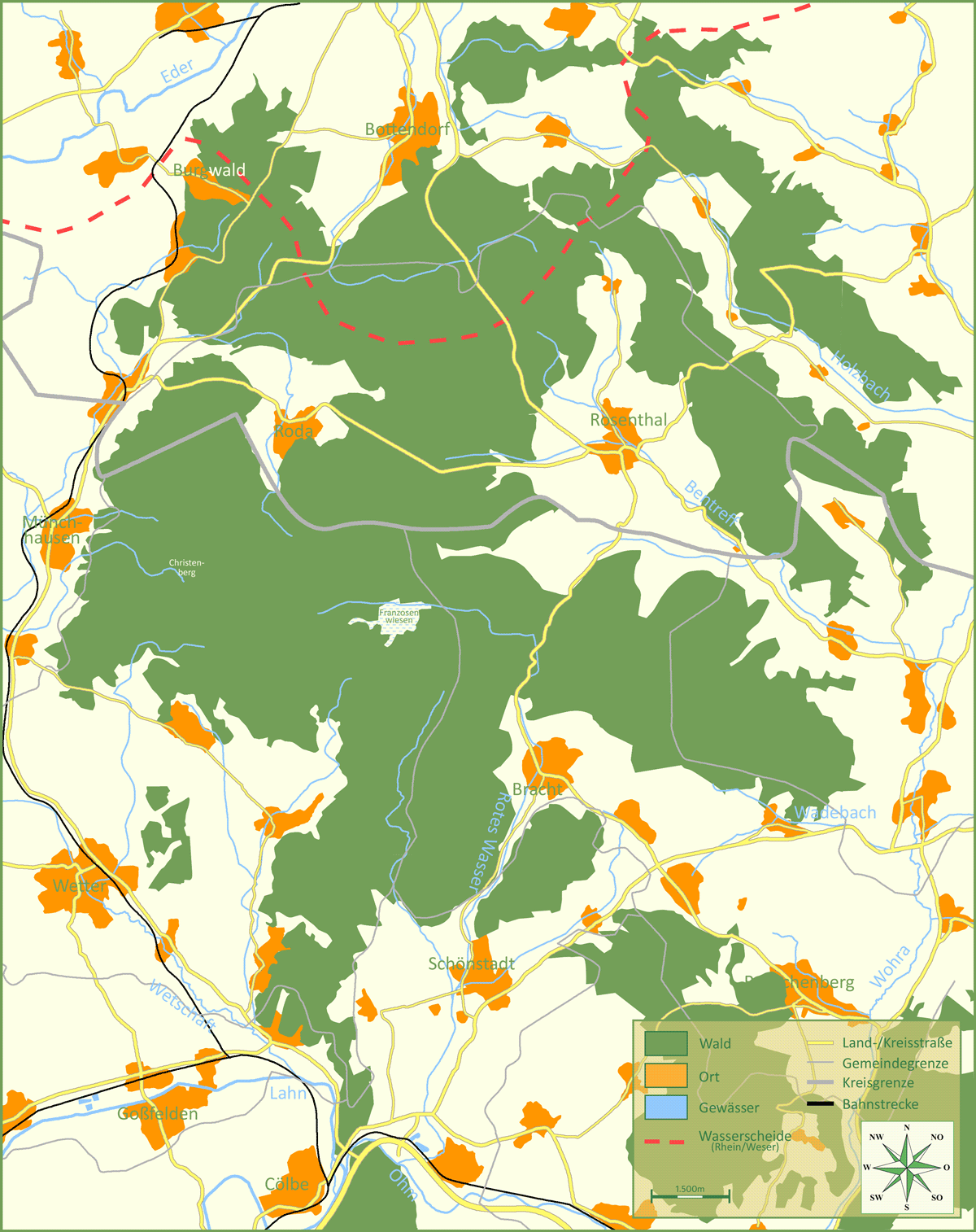

Ландша́фтні ка́рти — карти, що відображують закономірності розміщення географічних комплексів і їх просторову структуру. На детальних ландшафтних картах (у масштабі 1:10 000 і більше) зазвичай зображаються фації, на узагальнених великомасштабних і середньомасштабних (у масштабах 1:10 000 — 1:1 000 000) картах — урочища і місцевості, на дрібномасштабних (дрібніше 1:1 000 000) — переважно ландшафти, хоча в окремих випадках (наприклад, в «Атласі Забайкалья» 1967) можуть бути показані (у сильно генералізованому вигляді) фації і урочища.
Крупно- і середньомасштабні ландшафтні карти створюються на основі польового знімання (з широким використанням аерофотоматеріалів), дрібномасштабні складаються шляхом тієї, що генералізує середньомасштабних ландшафтні карти і галузевих карт природи.
На ландшафтній карті географічні комплекси об'єднуються в класифікаційні групи (типи, класи, види і ін.).
Залежно від призначення, ландшафтної карти легенди до них складаються з різною мірою детальності — від короткої вказівки на основні індикаторні компоненти географічних комплексів (рельєф, рослинність) до розгорнутого переліку показників (включаючи елементи клімату, умови зволоження, ґрунту тощо).
Ландшафтні карти часто супроводяться текстовими характеристиками виділених на них одиниць.

## Галерея

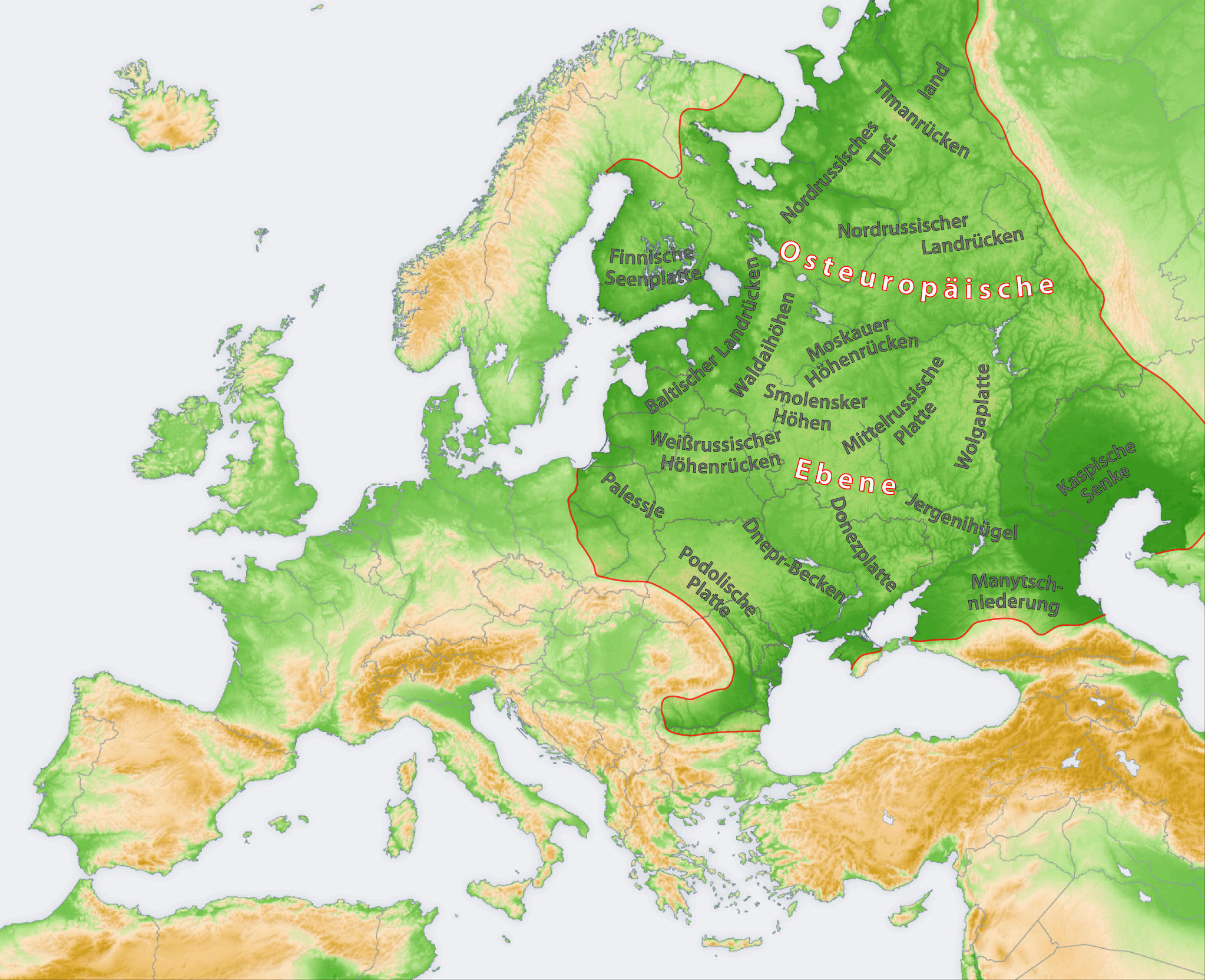
Мапа Східноєвропейської рівнини
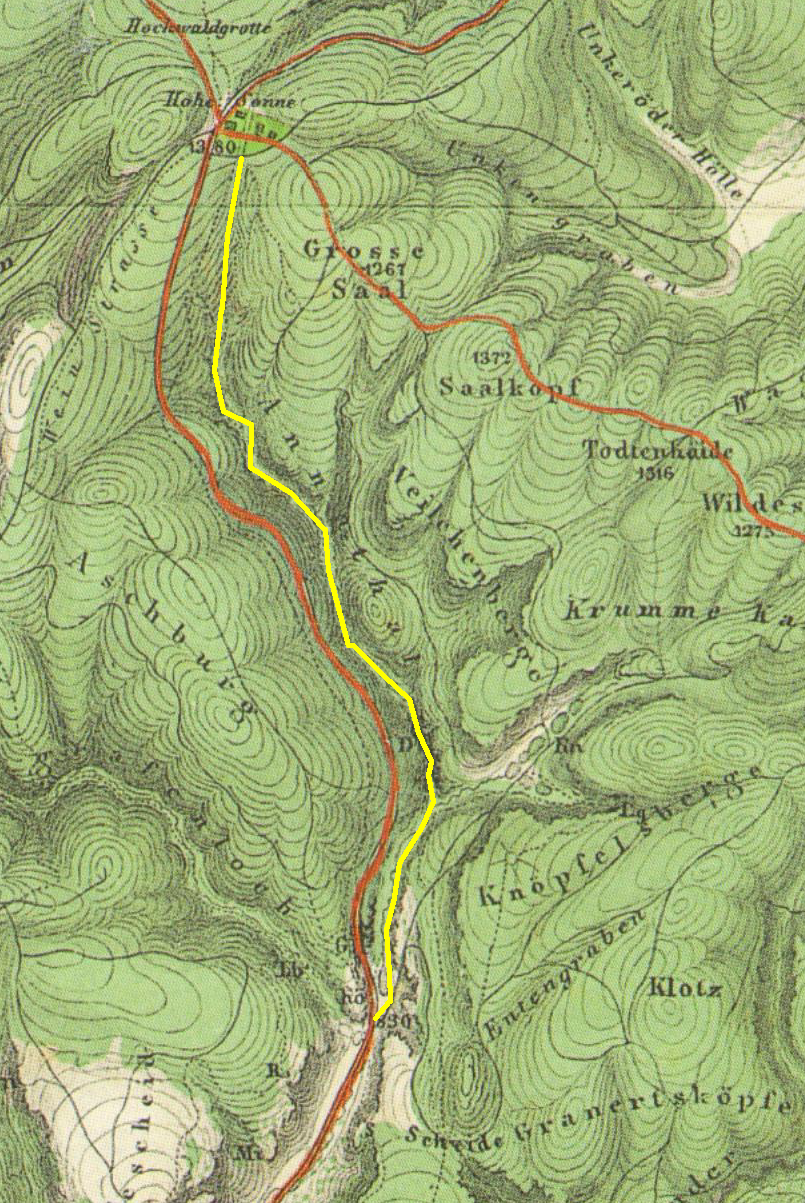
Мапа урочищ Айзенаху
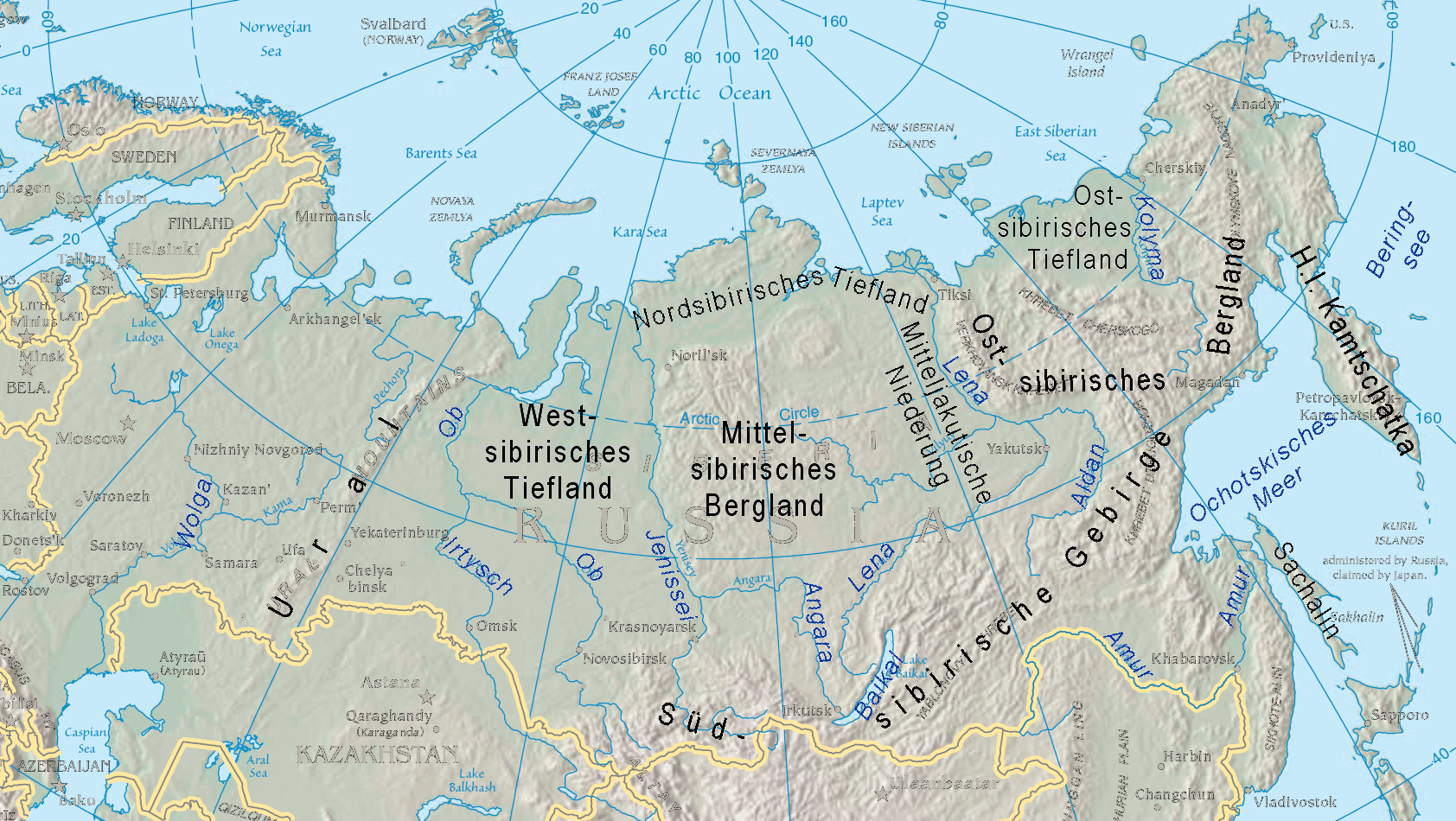
Ландшафтна мапа Сибіру
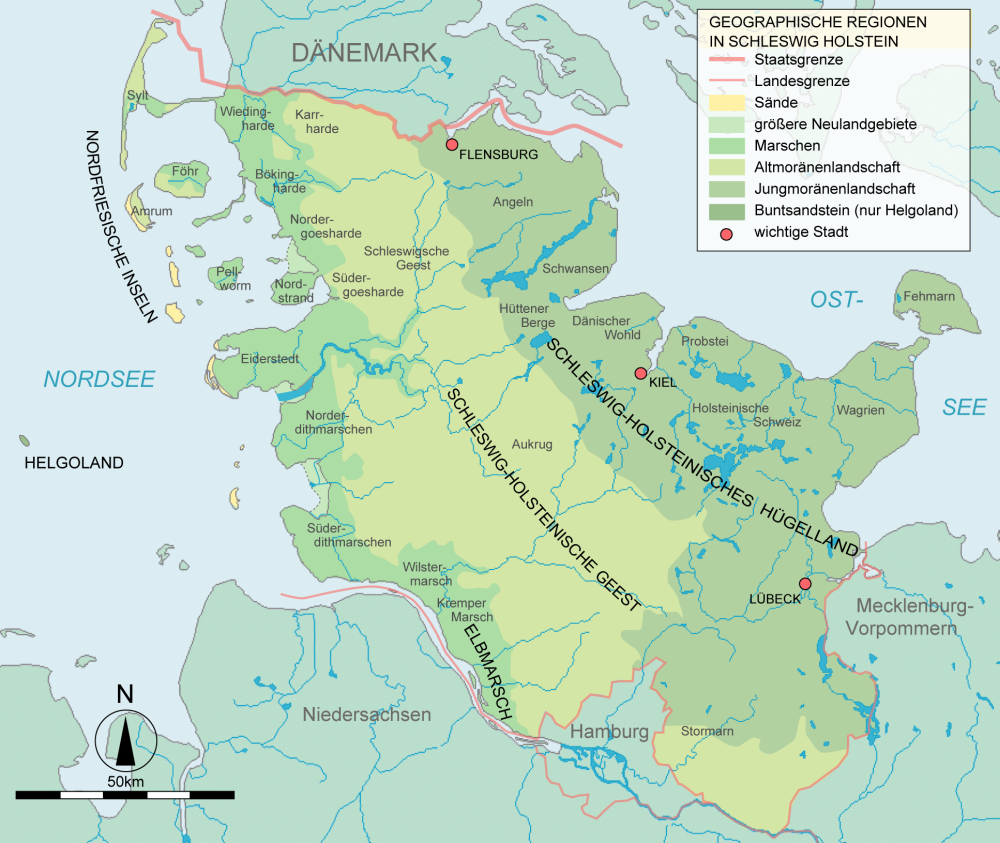
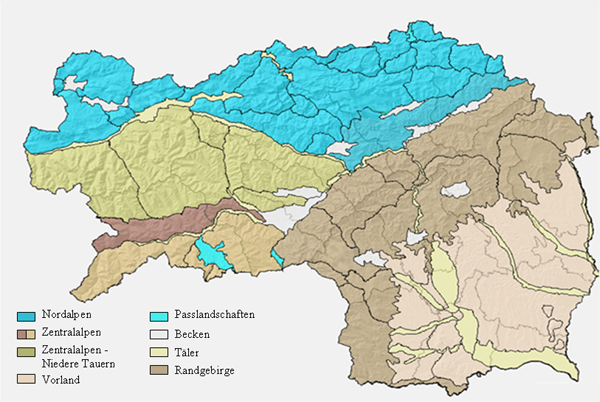
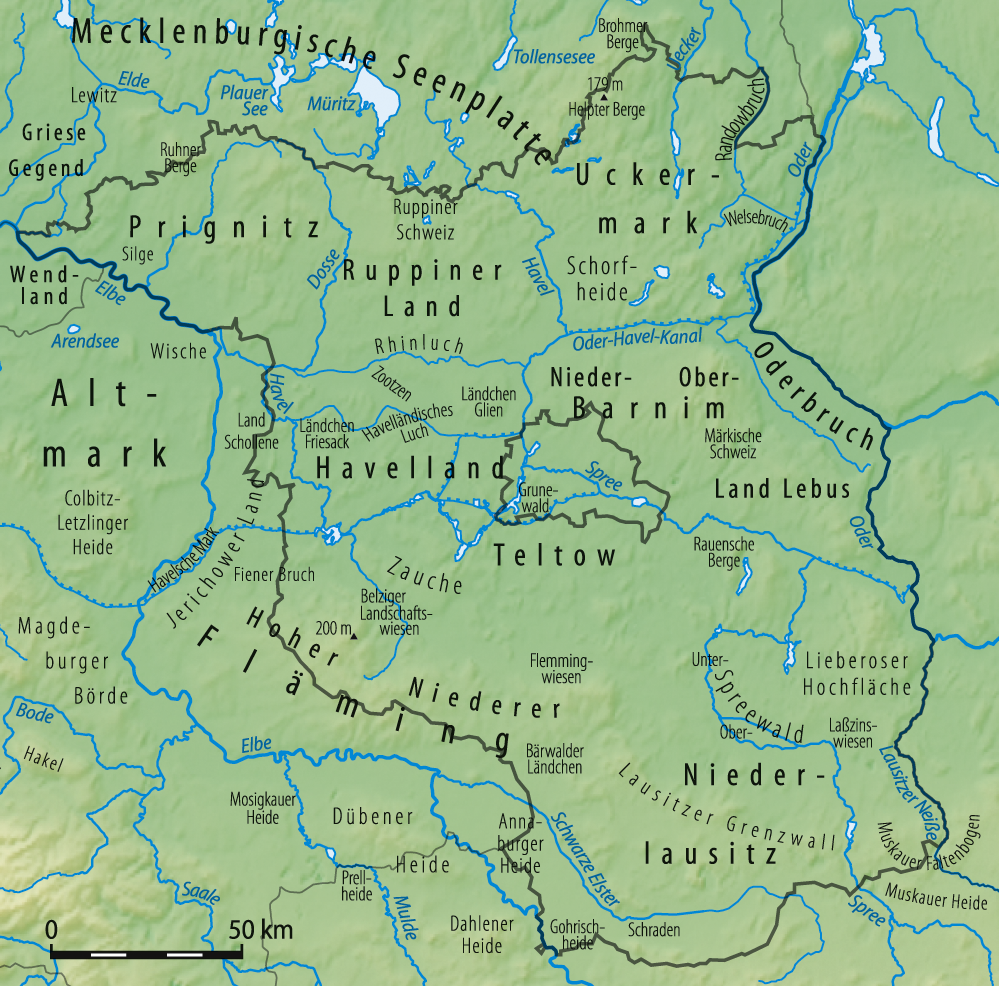
Мапа з текстовими виділеннями одиниць